# Gideon Falls
Gideon Falls – amerykańska seria komiksowa autorstwa scenarzysty Jeffa Lemire i rysownika Andrei Sorrentino, wydawana w formie miesięcznika od marca 2018 do grudnia 2020 przez Image Comics. Po polsku serię opublikowało wydawnictwo Mucha Comics w formie sześciu tomów zbiorczych.

## Fabuła
Utrzymana w konwencjach horroru i thrillera psychologicznego akcja serii rozgrywa się w pozornie spokojnym amerykańskim miasteczku Gideon Falls. Lokalna legenda mówi o Czarnej Stodole – budynku, który pojawia się tu od wieków i sprowadza na Gideon Falls nieszczęścia, po czym znika. Teraz stodoła objawia się nowo przybyłemu parafii księdzu Fredowi, którego poprzednik zmarł nagłą śmiercią. Jego los splata się z losem młodego odludka Nortona, cierpiącego na schizofrenię, wierzącego, że odkryje tajemnicę Czarnej Stodoły, szukając wskazówek w miejskich odpadach.

## Tomy zbiorcze
| Tom | Tytuł i rok wydania polskiego | Tytuł i rok wydania oryginalnego | Zawartość           |
| --- | ----------------------------- | -------------------------------- | ------------------- |
| 1   | Czarna stodoła (2019)         | The Black Barn (2018)            | Gideon Falls #1–6   |
| 2   | Grzechy pierworodne (2019)    | Original Sins (2019)             | Gideon Falls #7–11  |
| 3   | Droga krzyżowa (2020)         | Stations of the Cross (2019)     | Gideon Falls #12–16 |
| 4   | Pentoculus (2020)             | The Pentoculus (2019)            | Gideon Falls #17–21 |
| 5   | Niegodziwe światy (2021)      | Wicked Worlds (2020)             | Gideon Falls #22–26 |
| 6   | Koniec (2021)                 | The End (2020)                   | Gideon Falls #27    |

## Nagrody
W 2019 autorzy Gideon Falls zostali uhonorowani Nagrodą Eisnera w kategorii „najlepsza nowa seria”, ponadto Jeff Lemire otrzymał nominację do tej nagrody w kategorii „najlepszy scenarzysta”.